# Argyle Diamond Mine
Argyle Diamond Mine är en gruva i Australien. Den ligger i kommunen Wyndham-East Kimberley och delstaten Western Australia, omkring 2 100 kilometer nordost om delstatshuvudstaden Perth.
Trakten runt Argyle Diamond Mine är nära nog obefolkad, med mindre än två invånare per kvadratkilometer..
Omgivningarna runt Argyle Diamond Mine är i huvudsak ett öppet busklandskap. Genomsnittlig årsnederbörd är 918 millimeter. Den regnigaste månaden är februari, med i genomsnitt 225 mm nederbörd, och den torraste är augusti, med 1 mm nederbörd.